# Сефренс, Николай (младший)
Николай (Николас) Сефренс — младший (латыш. Nikolass Sēfrenss jaunākais, нем. Nikolaus Söffrens или Seffrenz, Николаус Сёфренс; 1662, Виндава — 5 августа 1710, там же) — курляндский резчик по дереву, один из наиболее видных представителей декоративной архитектуры эпохи барокко в Латвии.

## Биография
Родился в 1662 году (крещен 4 июня) в Виндаве в семье резчика по дереву Николауса Сефренса — старшего, который, вероятно, был приглашён в Курляндское герцогство из Голландии для художественной отделки судов и создал, в том числе, алтарь и кафедру церкви св. Екатерины в Гольдингене в стиле позднего маньеризма.
Вместе с отцом работал на виндавской судоверфи герцога Якоба, после её закрытия создавал церковные интерьеры, в частности, алтарь и кафедру церкви Вентспилсского замка (сохранившиеся элементы выставлены в часовне замка Ливонского ордена и в лютеранской церкви в Дзирциемсе Тукумского края), органный проспект для церкви Митавского замка (не сохранился), внутреннее оформление и алтарь церкви св. Анны в Лиепае (1697, включено в Культурный канон Латвии) и другие произведения.
Считается основателем вентспилсской школы резьбы по дереву. Произведения близки к восточно-прусским образцам, однако имеют курляндскую специфику.
Умер 5 августа 1710 года в Виндаве во время эпидемии чумы.